# Hugo Blick
Hugo Blick, talvolta accreditato come Hugo E. Blick (7 dicembre 1964), è un regista, sceneggiatore, attore e produttore cinematografico britannico.

## Biografia
Blick ha studiato a Cardiff al Welsh College of Music and Drama. Ha co-creato, prodotto e diretto la serie televisiva Marion and Geoff con Rob Brydon, il falso documentario Operation Good Guys, interpretato da Chiwetel Ejiofor e Christopher Eccleston. Ha anche prodotto The Last World Monologues, una serie televisiva interpretata da Shiela Hancock, Rhys Ifans e Bob Hoskins e molti altri lavori come la sitcom Roger & Val Have Just Got In interpretata da Dawn French e Alfred Molina di cui è produttore esecutivo. Blick ha lavorato anche come attore ed è noto per la sua interpretazione di un giovane Jack Napier (che diventerà il Joker) che uccide i genitori di Bruce Wayne, nel film del 1989 Batman di Tim Burton.

## Filmografia

### Regista e sceneggiatore
- Operation Good Guys - serie TV, 7 episodi (1997-1998)
- Marion & Geoff - serie TV (2000-2003)
- A Small Summer Party - film TV (2001)
- Up in Town - serie TV (2002)
- Sensitive Skin - serie TV (2005)
- The Last Word Monologues - serie TV (2008)
- The Shadow Line - miniserie TV, 7 puntate (2011)
- The Honourable Woman - miniserie TV, 8 puntate (2014)
- Black Earth Rising - miniserie TV, 8 puntate (2018)
- The English – miniserie TV, 6 puntate (2022)

### Attore
- Batman, regia di Tim Burton (1989)
- Blackadder - serie TV, 1 episodio (1989)
- A Connecticut Yankee in King Arthur's Court, regia di Mel Damski - film TV (1989)
- Jeeves and Wooster - serie TV, 1 episodio (1990)
- Cristoforo Colombo - La scoperta (Christopher Columbus: The Discovery), regia di John Glen (1992)
- Il vento nei salici (The Wind in the Willows), regia di Terry Jones (1996)
- Operation Good Guys - serie TV, 6 episodi (1997-1998)
- Sensitive Skin - serie TV, 1 episodio (2005)

## Doppiatori italiani
- Enrico Pallini in Black Earth Rising